# Nokia 2610
Nokia 2610 - model telefonu komórkowego firmy Nokia.

## Dane techniczne

### Czas czuwania (maksymalny)
- 380 godzin

### Czas rozmowy (maksymalny)
- 320 minut

## Funkcje Dodatkowe
- GPRS (klasa B, multislot klasa 6)
- WAP 2.0
- aplikacje Java (MIDP 2.0)
- klient e-mail
- MMS
- dzwonki: mono, polifoniczne(24-ton, klasy mp3)
- dyktafon
- wbudowany system głośnomówiący